# Кокшаров, Андрей Тимофеевич
Андре́й Тимофе́евич Кокша́ров (4 июля 1919 — 9 марта 1986) — советский журналист, главный редактор газеты «Няръяна вындер» (1959—1972). Заслуженный работник культуры РСФСР (1971).
Родился в деревне Быданихе Красноборского района Архангельской области. Окончил школу-семилетку в деревне Черевково, курсы землеустроителей в Архангельске. До 1939 работал по специальности, затем до февраля 1943 служил на Дальнем Востоке в рядах Красной Армии. С 1943 года воевал на 3-м Украинском фронте в составе 28-й гвардейской миномётной бригады в звании старшего сержанта. Прошёл боевой путь от Днепропетровска до Вены. После демобилизации — корреспондент областной газеты «Правда Севера», затем её собкор в Ненецком округе (с 1946). Окончил отделение журналистики Ленинградской высшей партшколы в 1958 году. С 19 ноября 1959 года главный редактор окружной газеты «Няръяна вындер». В годы его работы «Наръяна вындер» получила Диплом ВДНХ (1971). Автор многочисленных публикаций в «Правде Севера», «Советской России». В 1972 году ушёл с поста редактора газеты «Няръяна вындер» и переехал в Котлас, где работал корреспондентом городской газеты «Двинская правда».
Награждён орденом Отечественной войны 1-й степени, медалями «За боевые заслуги», «За взятие Будапешта», «За освобождение Белграда».